# Pennapiedimonte
Pennapiedimonte is een gemeente in de Italiaanse provincie Chieti (regio Abruzzen) en telt 548 inwoners (31-12-2004). De oppervlakte bedraagt 47,1 km², de bevolkingsdichtheid is 12 inwoners per km².
De volgende frazioni maken deel uit van de gemeente: Capolegrotti, Pisavini, Colli, Coste dei Colli, Fontana, Raiese.

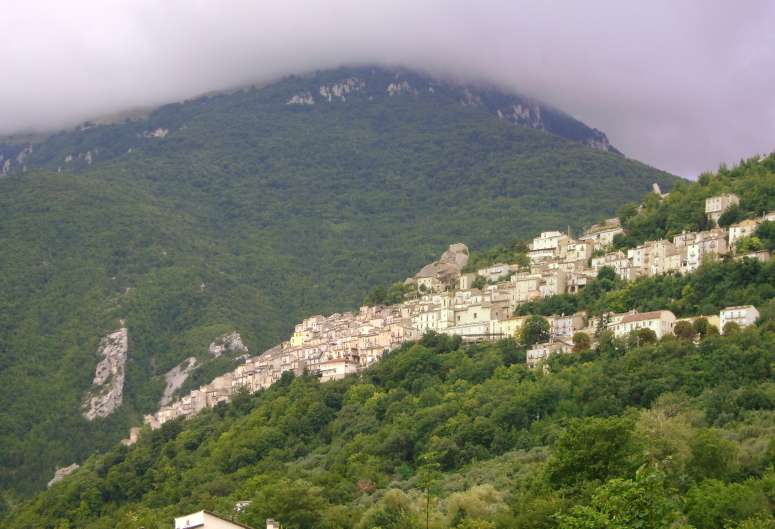
Pennapiedimonte
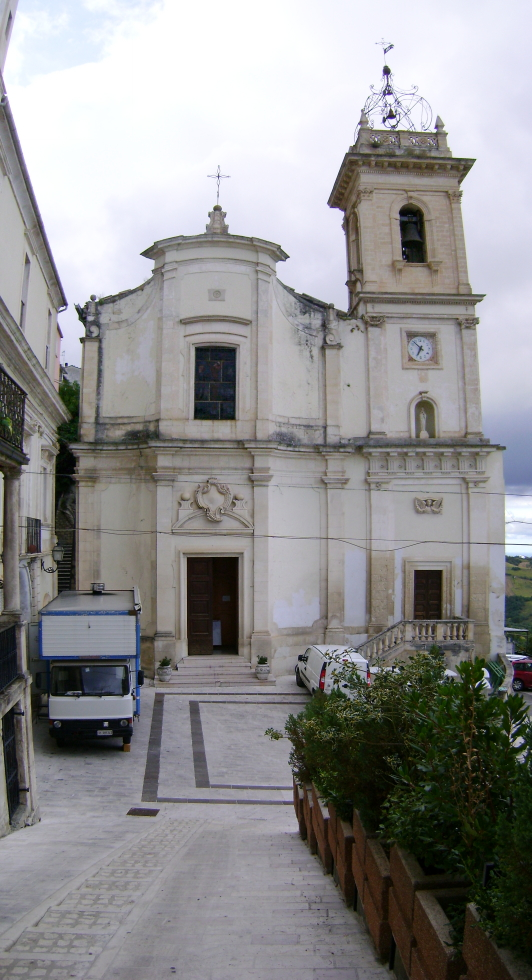
Kerk van San Silvestro e Rocco

## Demografie
Pennapiedimonte telt ongeveer 250 huishoudens. Het aantal inwoners daalde in de periode 1991-2001 met 16,9% volgens cijfers uit de tienjaarlijkse volkstellingen van ISTAT.
| Jaar | Inwoneraantal |
| ---- | ------------- |
| 1991 | 669           |
| 2001 | 556           |

## Geografie
Het grondgebied van de gemeente ligt grotendeels in het Majella massief. Het plaatsje ligt aan de voet van de oostelijke hellingen van het massief, ongeveer op 669 m boven zeeniveau.
Pennapiedimonte grenst aan de volgende gemeenten: Caramanico Terme (PE), Fara San Martino, Guardiagrele, Palombaro, Pretoro, Rapino, Roccamorice (PE).